# Přední Výtoň

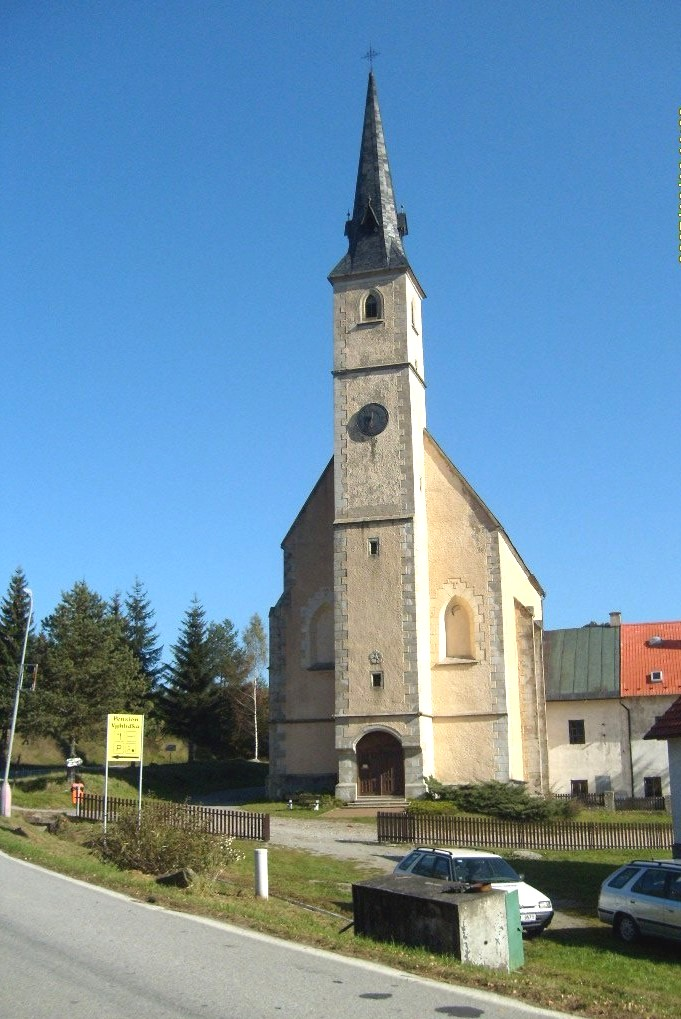

Přední Výtoň, Duits: Vorder Heuraffl, is een gemeente in het zuiden van Tsjechië tegen de grens met Oostenrijk aan en 44 km ten zuid westen van České Budějovice. Dorp en gemeente Přední Výtoň liggen ten zuiden aan het Lipnomeer. Přední Výtoň telde 198 inwoners in 2024. Het was tot 1945 een plaats met een overwegend Duitstalige bevolking, maar deze Sudeten-Duitsers werden in 1945 en 1946 na de Tweede Wereldoorlog uitgewezen. Tsjechoslowakije werd communistisch.
Benešov nad Černou · Besednice · Bohdalovice · Brloh · Bujanov · Černá v Pošumaví · Český Krumlov · Dolní Dvořiště · Dolní Třebonín · Frymburk · Holubov · Horní Dvořiště · Horní Planá · Hořice na Šumavě · Chlumec · Chvalšiny · Kájov · Kaplice · Křemže · Lipno nad Vltavou · Loučovice · Malonty · Malšín · Mirkovice · Mojné · Netřebice · Nová Ves · Omlenice · Pohorská Ves · Polná na Šumavě · Přední Výtoň · Přídolí · Přísečná · Rožmberk nad Vltavou · Rožmitál na Šumavě · Soběnov · Srnín · Střítež · Světlík · Velešín · Větřní · Věžovatá Pláně · Vojenský újezd Boletice · Vyšší Brod · Zlatá Koruna · Zubčice · Zvíkov